# Bongo Bong and Je ne t'aime plus
Bongo Bong e Je ne t'aime plus sono le due canzoni scritte ed originariamente cantate da Manu Chao, che nel 2006 sono state unite in una sola traccia dal cantante inglese Robbie Williams per il settimo album Rudebox. La canzone è stata prodotta da Mark Ronson, ed è stata pubblicata come terzo singolo dell'album del cantante Rudebox, in Messico ed Europa nei primi mesi del 2007.
Il coro femminile del brano è stato eseguito dalla cantante inglese Lily Allen.

## Tracce
Mexican CD Promo
1. Bongo Bong and Je ne t'aime plus
2. Bongo Bong and Je ne t'aime plus (Fedde Le Grand Remix)

European CD
1. Bongo Bong and Je ne t'aime plus
2. Lovelight (Dark Horse Mix)

Remixes Promo CD
1. Bongo Bong and Je ne t'aime plus (Fedde Le Grand Remix)
2. Bongo Bong and Je ne t'aime plus (Noisia Vocal Remix)
3. Bongo Bong and Je ne t'aime plus (Noisia Trashdance Dub)

## Classifiche
| Classifica (2007) | Posizione massima |
| ----------------- | ----------------- |
| Italia            | 22                |
| Svizzera          | 77                |